# Harvard (Illinois)
Harvard è un comune degli Stati Uniti d'America, situato in Illinois, nella Contea di McHenry.